# وادي القاحة
وادي القاحة هو أحد أودية شبه الجزيرة العربية، ويقع في منطقة مكة المكرمة بالسعودية. يبلغ طول الوادي 75 كم ومتوسط انحداره 8 م / كم. ينبع من جبال عوف، ويصب في البحر الأحمر وتحديداً في جنوب مستورة. من أهم روافده وادي النخيل، ووادي ثقب.